# Bitch Magnet
I Bitch Magnet sono stati un gruppo post-hardcore statunitense, in attività tra la fine degli anni '80 e i primi anni '90. Sono considerati dalla critica specialistica tra i maggiori esponenti della loro corrente e tra i precursori del math rock e del post-rock.

## Storia del gruppo
Il gruppo si forma nel 1986 all'Oberlin College in Ohio, come terzetto, che vede al basso Sooyoung Park, Jon Fine alla chitarra e Jay Oelbaum alla batteria. Quest'ultimo cede il posto appena un anno più tardi ad Orestes Delatorre. Nel 1988, dopo aver firmato con la Communion, e appoggiandosi a Glitterhouse e What Goes On per il mercato europeo, pubblicano il loro primo lavoro, Star Booty, prodotto da Steve Albini. Nel 1989 i Magnet aggiungono un chitarrista, David Galt, che prenderà parte alla registrazione del loro secondo album, Umber. Galt verrà poi sostituito dal leader dei Bastro ed ex Squirrel Bait, David Grubbs che lascerà la band prima di ultimare la registrazione del terzo ed ultimo album della band, Ben Hur, uscito nel 1990. Dopodiché il gruppo si scioglie. Parks si unirà ai Superchunk e in seguito formerà i Seam. Jon Fine formerà i Vineland e collaborerà anche brevemente con i Don Caballero. Orestes Delatorre invece diventerà il batterista di Walter Mink fino al 1996.

Nel dicembre del 2011 il gruppo si è riunito per suonare all'All Tomorrow's Parties, facendo poi altre date in Europa. Il tour si è concluso a marzo del 2012.

## Membri
- Sooyoung Park - basso, voce (1986-90, 2011-12)
- Jon Fine - chitarra (1986-90, 2011-12)
- Orestes Delatorre - batteria (1987-89, 2011-12)

### Ex membri
- Jay Oelbaum - batteria (1986-87)
- David Grubbs - chitarra (1989)
- David Galt - chitarra (1989)
- Pete Pollack - batteria(1990)

## Discografia

### Album in studio
- Star Booty - 12" mini-album (1988)
- Umber - LP (1989)
- Umber + Star Booty - CD (1989)
- Ben Hur - LP/CD (1990)

### Singoli
- "Valmead" / "Pea" - 7" split con i Codeine (Communion, 1990)
- "Sadie" / "Ducks And Drakes" (versione live) - 7" (Caff Records, 1991)
- "Mesentery", "Motor" / "Big Pining" (versione alternativa) - 7" (Waterfront Records / Runga-Kutte Enterprise, 1990)